# جي. في. هارشا كومار
جي. في. هارشا كومار هو سياسي هندي، ولد في 9 يونيو 1959 في راجا ماهندري في الهند. نشط حزبياً في المؤتمر الوطني الهندي. وقد انتخب عضو لوك سابها الخامس عشر ‏ عن دائرة Amalapuram Lok Sabha constituency ‏ وقد انضم خلال فترته النيابية للكتلة البرلمانية المؤتمر الوطني الهندي.